# Hygrotus novemlineatus
Hygrotus novemlineatus is een keversoort uit de familie waterroofkevers (Dytiscidae). De wetenschappelijke naam van de soort is voor het eerst geldig gepubliceerd in 1829 door Stephens.